# Mons (Hérault)
Mons, auch Mons-la-Trivalle, ist eine Gemeinde mit 671 Einwohnern (Stand 1. Januar 2022) im Département Hérault in der Region Okzitanien in Südfrankreich. Sie liegt zwischen Montpellier (117 km östlich) und Carcassonne (ca. 90 km südwestlich).

## Geographie

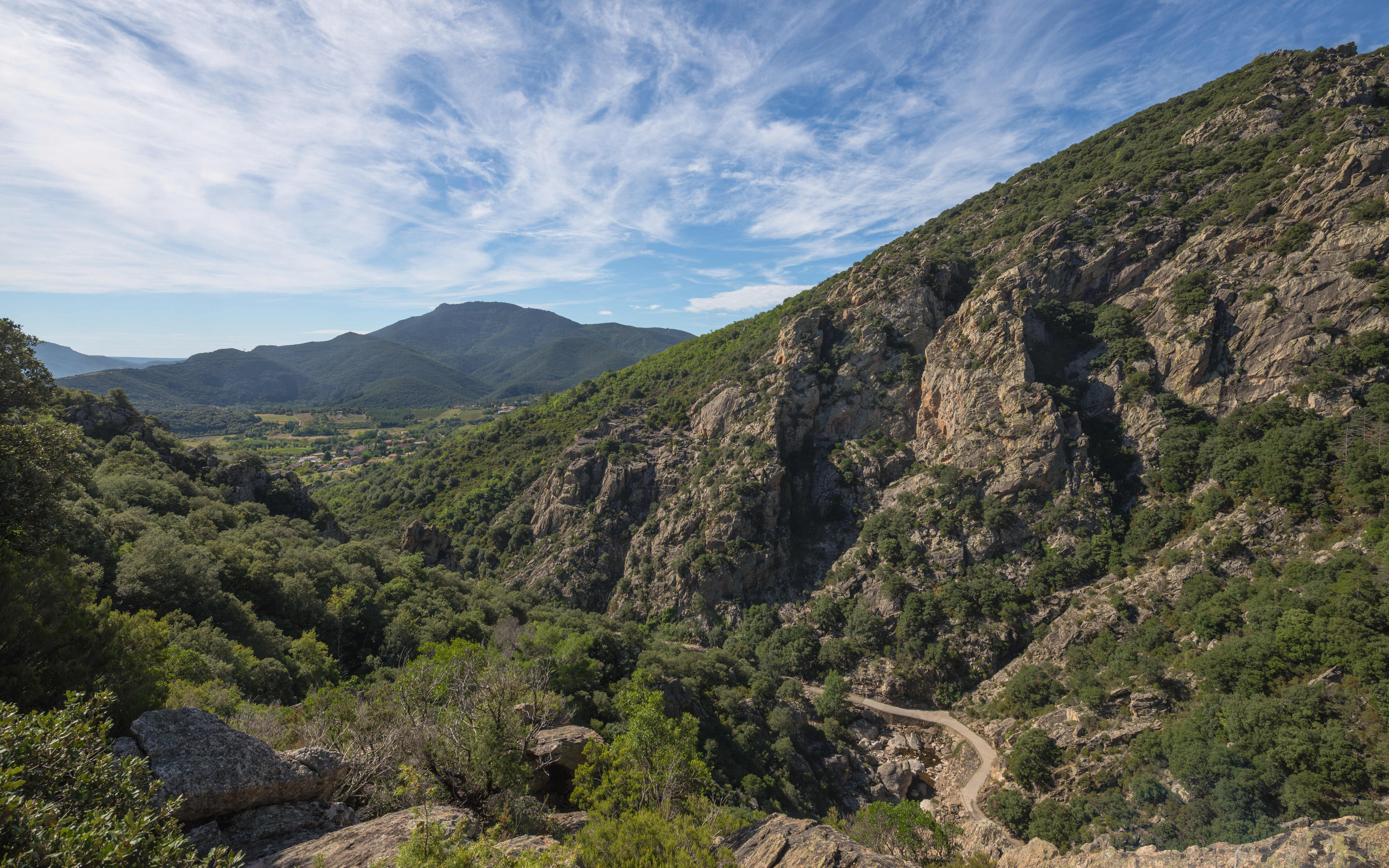
Gemeindegebiet von Mons

Mons liegt im Regionalen Naturpark Haut-Languedoc. Bei der Gemeinde mündet der Jaur in den Orb. Nach dem südöstlich gelegenen Béziers, dem Sitz der Unterpräfektur, sind es etwa 50 km.

## Bevölkerungsentwicklung
| Jahr                       | 1962 | 1968 | 1975 | 1982 | 1990 | 1999 | 2010 | 2017 |
| -------------------------- | ---- | ---- | ---- | ---- | ---- | ---- | ---- | ---- |
| Einwohner                  | 629  | 440  | 455  | 514  | 519  | 507  | 581  | 584  |
| Quellen: Cassini und INSEE |      |      |      |      |      |      |      |      |

## Sehenswürdigkeiten
- Nördlich von Mons befindet sich die Schlucht Gorges d'Héric
- Der Weiler Bardou, der in den 60er Jahren fast verlassen war und seit 1967 durch die Initiative von Deutschen wiederbelebt wurde.

## Weblinks

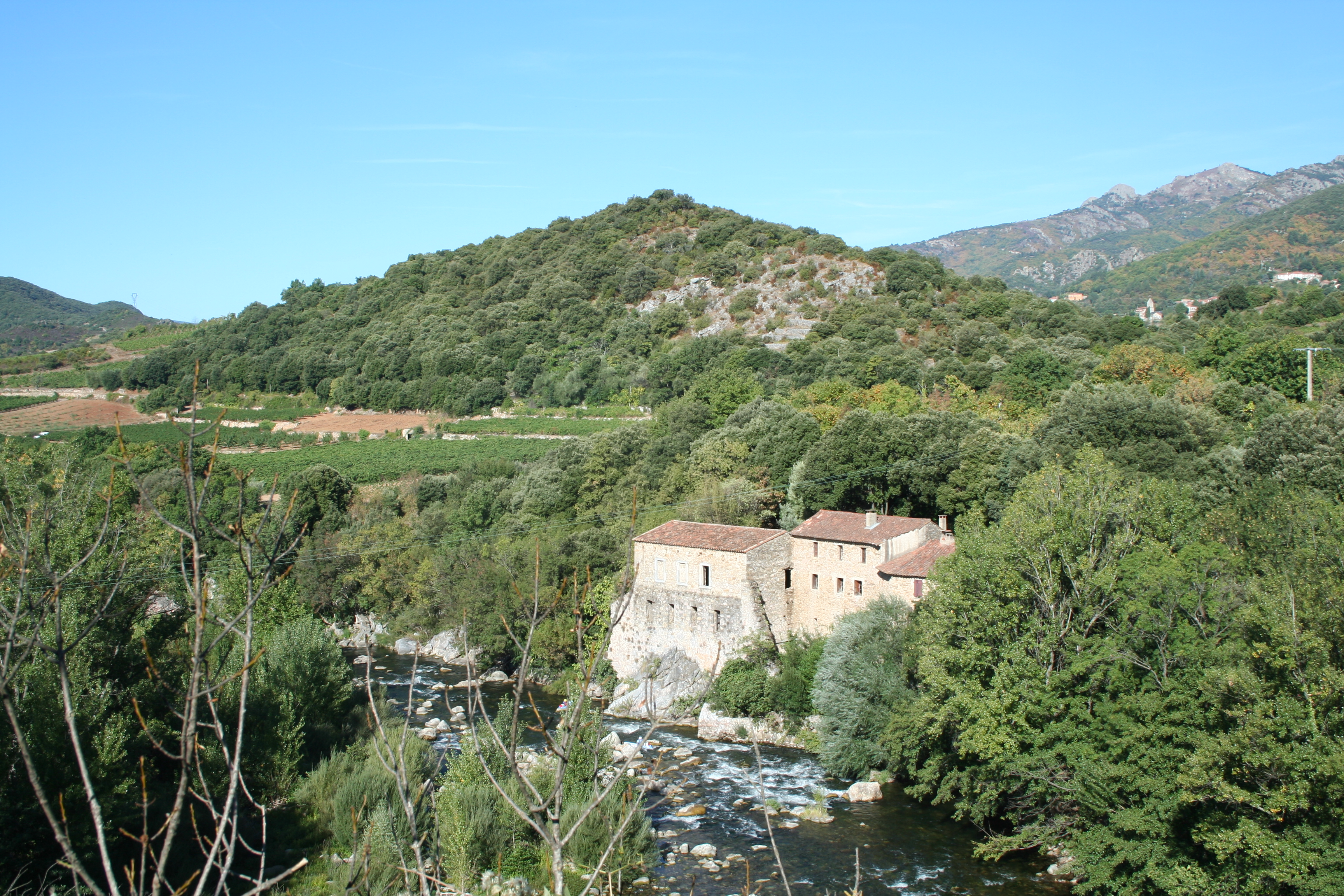
Mühle Prades am Orb